# Bahama Banks

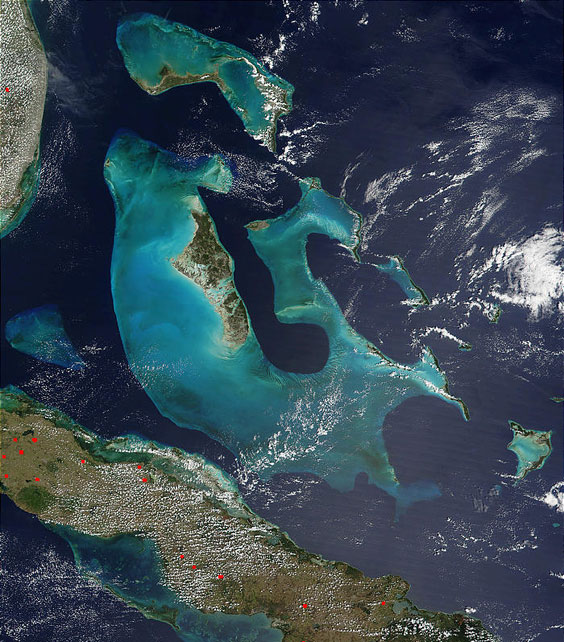
Oben Little Bahama Bank, unten Great Bahama Bank. Am linken Bildrand Cay Sal Bank, ganz unten Kuba. MODIS, NASA

Die Bahama Banks sind eine Gruppe von Karbonatplattformen, die den Untergrund für den größten Teil der Inselgruppe der Bahamas bilden. Sie bestehen aus der Great Bahama Bank um Andros Island im Norden, der Little Bahama Bank, um Grand Bahama und Abaco sowie der Cay Sal Bank im Westen unmittelbar nördlich von Kuba. Die Inseln dieser Plattformen sind politisch ein Teil der Bahamas. Weiter im Südosten liegen außerhalb der geschlossenen Verbreitung der Plattform isolierte Vorkommen, so um die Turks- und Caicosinseln – hier vor allem die Caicos Bank, die Turks Islands Bank und die vollkommen unter Wasser liegende Mouchoir Bank – und noch weiter südwestlich die ebenfalls vollständig unter Wasser liegende Silver Bank und Navidad Bank nördlich von Hispaniola.

## Geologische Geschichte und Struktur
Der Kalkstein, aus dem die Bänke aufgebaut sind, wurde mindestens seit der Kreide abgelagert, möglicherweise auch schon seit dem Jura. Heute beträgt die Mächtigkeit des Kalksteins unter der Great Bahama Bank mehr als 4.500 Meter. Da der Kalkstein in flachem Wasser abgelagert wurde, kann diese große Mächtigkeit nur durch ständiges Absinken erklärt werden. Aus der Mächtigkeit und dem Alter des Kalksteins errechnet sich eine mittlere Absenkung von 3,6 Zentimeter pro 1.000 Jahren.
Die Gewässer der Bahama Banks sind sehr flach, auf der Great Bahama Bank im Allgemeinen nicht tiefer als 25 Meter. Die Abhänge an ihren Rändern, so etwa um die Tongue of the Ocean, einer tiefen, durch Erosion entstandenen, zungenförmigen Senke in der Great Bahama Bank, sind sehr steil. Während der letzten Eiszeiten fielen die Bahama Banks wegen des weltweit niedrigeren Meeresspiegels vollständig trocken. Die heutigen Bahamas sind also nur ein Teil der damals existierenden Inseln. Als die Bänke der Erdatmosphäre ausgesetzt waren, unterlagen die Kalksteine der für sie typischen chemischen Verwitterung, die zu Karstformen wie Höhlen und Schlucklöchern führten. Ähnlich wie im heutigen Mittelamerika entstanden auch hier Cenotes.